# Постуа
Постуа (итал. Postua) — коммуна в Италии, располагается в регионе Пьемонт, в провинции Верчелли.
Население составляет 594 человека (2008 г.), плотность населения составляет 37 чел./км². Занимает площадь 16 км². Почтовый индекс — 13010. Телефонный код — 015.
Покровительницей коммуны почитается Пресвятая Богородица (Maria Addolorata), празднование в святую пятницу.

## Демография
Динамика населения:

## Администрация коммуны
- Официальный сайт: http://www.comune.postua.vc.it